# Eleccions al Parlament Basc de 2016
Les eleccions al Parlament Basc de 2016, que van donar pas a la XI legislatura, es van celebrar el diumenge 25 de setembre de 2016. Aquest mateix dia també se celebraren les eleccions al Parlament de Galícia. Estaven cridats a les urnes un total d'1 778 776 ciutadans, dels quals 68 878 eren residents a l'estranger.

## Elecció de la data
Segons la legislació, les eleccions no podien celebrar-se més tard del 20 de novembre de 2016.
Després de mesos d'incertesa, en els quals es barrejava la segona meitat d'octubre per a la celebració dels comicis, el 29 de juliol de 2016, el lehendakari Iñigo Urkullu va anunciar en una compareixença des del palau d'Ajuria Enea que les eleccions s'avançarien al diumenge 25 de setembre. Durant aquesta compareixença el mandatari va declarar que la fixació d'aquesta data es fonamentava en tres raons: el compliment del programa de govern, la culminació de l'activitat del parlament i la inestabilitat i incertesa política a Espanya que podia derivar en una tercera convocatòria electoral consecutiva.

## Antecedents

Resultat de les eleccions de 2012:

### Eleccions al Parlament Basc de 2012
El llavors Lehendakari, Patxi López, va convocar per al dia 21 d'octubre de 2012 les eleccions al Parlament Basc, les quals haurien d'haver-se celebrat durant la primavera de l'any 2013. Hi va resultar vencedor el Partit Nacionalista Basc després d'obtenir 27 escons, seguit per EH Bildu, amb 21; el PSE-EE, amb 16; el PP, amb 10; i UPyD, que va mantenir el seu únic parlamentari per Àlaba. El 13 de desembre el Parlament Basc va designar com a Lehendakari, en segona volta i gràcies als 27 vots del PNB, a Iñigo Urkullu, qui va jurar el seu càrrec a la Casa de Juntes de Guernica dos dies després.

### Excarceració i candidatura d'Arnaldo Otegi
L'1 de març de 2016 el secretari general de Sortu Arnaldo Otegi va abandonar la presó de Logronyo després de complir íntegrament la pena de presó imposada per intentar reorganitzar la il·legalitzada Batasuna. A més de la pena de presó, Otegi va ser condemnat a una inhabilitació per exercir qualsevol càrrec públic fins a l'any 2021. Tot i així, el 24 de maig, la coalició EH Bildu el va proclamar com el seu candidat a lehendakari, emparant-se en què la sentència no especificava a quins càrrecs concrets afectava la seva inhabilitació. Després de la convocatòria oficial de les eleccions pel 25 de setembre, els diferents partits van començar a manifestar les seves opinions sobre aquest tema.
El Partit Nacionalista Basc i Podem Euskadi van anunciar que no impugnarien la candidatura, ja que creien que havien de ser els ciutadans els quals decidissin si Otegi mereixia ser triat o no. El Partit Socialista d'Euskadi, per la seva banda, va manifestar que tampoc la impugnaria, ja que, segons la formació, la decisió l'havia de prendre la justícia; mentre que el Partit Popular, Ciutadans i Unió, Progrés i Democràcia van anunciar que després de la publicació de les llistes electorals acudirien a la fiscalia per impugnar la candidatura.
El 24 d'agost la Junta Electoral Provincial de Guipúscoa va determinar que Otegi no podia ser candidat en les llistes d'EH Bildu per estar inhabilitat per a sufragi passiu com a part de la seva condemna. La periodista Maddalen Iriarte, que ocupava el segon lloc, va passar a encapçalar la llista de Guipúscoa, tal com estableix l'article 65.2 de la Llei Electoral del País Basc.

## Calendari
| Data                                 | Esdeveniment |
| ------------------------------------ | --- |
| 2 d'agost                            | Publicació en el Butlletí Oficial del País Basc del decret de dissolució del Parlament Basc i de convocatòria d'eleccions. |
| Del 17 al 22 d'agost                 | Presentació de candidatures.                                                                                               |
| 29 d'agost                           | Proclamació de candidatures.                                                                                               |
| 9 de setembre                        | Inici de la campanya electoral a les 0:00 hores.                                                                           |
| 23 de setembre                       | Finalització de la campanya electoral a les 24:00 hores.                                                                   |
| 24 de setembre                       | Jornada de reflexió. |
| 25 de setembre                       | Jornada electoral. |
| 12-22 de novembre (data orientativa) | Constitució del Parlament Basc.                                                                                            |

## Candidatures
L'Estatut de Guernica estableix en el seu article 26 que la circumscripció electoral serà el territori històric i fixa un nombre igual de representants per circumscripció. L'actual llei electoral en vigor, estableix en 25 el nombre de parlamentaris per circumscripció i que les candidatures han d'obtenir un mínim de 3% de vots vàlids per optar al repartiment de representants.
El 22 d'agost UPyD va anunciar que no es presentaria a les eleccions, per la qual cosa Gorka Maneiro no podria revalidar el seu escó al Parlament.

### Per circumscripcions
En la primera columna de la següent taula, s'han ordenat els partits segons el nombre d'escons en la legislatura anterior. En la segona columna, els partits sense representació estan ordenats per ordre alfabètic:
| Territori històric | Actualment amb representació                                                                            | Altres candidatures |
| ------------------ | --- | --- |
| Àlaba              | - EAJ-PNB: Iñigo Urkullu - EH Bildu: Miren Larrion - PSE-EE-PSOE: Natalia Rojo - PP: Alfonso Alonso     | - Ciutadans (C's): Nicolás de Miguel - Elkarrekin Podem: Cristina Macazaga - Escons en Blanc: Félix García - Guanyem Euskadi: Israel Mateos - Ongi Etorri: Fátima Abouzaid - Partit Animalista (PACMA): Iker Agirre - Retallades Zero-Grup Verd: Diana Plaza - Vox: Santiago Abascal Escuza |
| Guipúscoa          | - EH Bildu: Maddalen Iriarte - EAJ-PNB: Joseba Egibar - PSE-EE-PSOE: Susana Corcuera - PP: Borja Sémper | - Ciutadans (C's): Iñigo Calderón - Elkarrekin Podem: Pilar Zabala - Guanyem Euskadi: Janire Zubizarreta - Llibertat Navarra: Ibon Arrieta - Partit Animalista (PACMA): Itziar Gavilán - Partit Família i Vida (PFyV): Eulogio Gaderazabal - Retallades Zero-Grup Verde: Jordi Martínez |
| Biscaia            | - EAJ-PNB: Josu Erkoreka - EH Bildu: Jasone Agirre - PSE-EE-PSOE: Idoia Mendia - PP: Antón Damborenea   | - Ciutadans (C's): David Pasarín-Gegunde - Elkarrekin Podem: Lander Martínez - Escons en Blanc: Vicente Barrero - Euskal Komunistak (EK-PCPE): Ángel Comonte - Guanyem Euskadi: Aitor Ibarra - Ongi Etorri: Jesús María González - Partit Animalista (PACMA): Goizane Rodríguez - Partit Família i Vida (PFyV): Urko Azumendi - Partit Humanista: Jose Manuel Vázquez - Retallades Zero-Grup Verd: Ruth Hernández |

## Campanya electoral
La campanya electoral va començar a les 0:00 hores del divendres 9 de setembre. El Partit Nacionalista Basc la va arrencar amb un míting a la Plaça de la Verge Blanca de Vitòria en la qual van estar presents tant el candidat a lehendakari Iñigo Urkullu com el president del partit Andoni Ortuzar; EH Bildu per la seva banda, va escollir l'Arenal de Bilbao per donar un míting en el qual van intervenir tant l'inhabilitat Arnaldo Otegi com els tres caps de llista de la formació abertzale; el Partit Socialista d'Euskadi també va arrencar la campanya a Bilbao, en aquest cas amb un passeig per la ria; el Partit Popular la va iniciar en el Real Club de Tennis de Sant Sebastià; finalment, tant la coalició Elkarrekin Podem com a Ciutadans van escollir Vitòria per donar arrencada a les seves respectives campanyes, el primer d'ells a la Plaça Burullería i el segon al Pati de Cristall de l'Hotel Jardins d'Uleta.

### Debats electorals
Les eleccions de 2016 van incloure un alt nombre de debats electorals en diversos mitjans de comunicació bascos:
La Cadena Ser va organitzar un debat el 8 de setembre, conduït per Pepa Bueno, en el qual van participar Josu Erkoreka (PNB), Iker Casanova (EH Bildu), Idoia Mendia (PSE-EE-PSOE), Alfonso Alonso (PP) i Pili Zabala (Elkarrekin Podem).
La televisió pública basca va organitzar dos debats durant la campanya electoral, entre els cinc partits majoritaris:
- En basc, en ETB 1, el 13 de setembre, conduït per Xabier Usabiaga, amb la participació d'Iñigo Urkullu (PNB), Maddalen Iriarte (EH Bildu), Idoia Mendia (PSE-EE-PSOE), Laura Garrido (PP) i Pili Zabala (Elkarrekin Podem).
- En castellà, en ETB 2, el 15 de setembre, conduït per Xabier García Ramsden, amb la participació d'Iñigo Urkullu (PNB), Mirin Larrion (EH Bildu), Idoia Mendia (PSE-EE-PSOE), Alfonso Alonso (PP) i Pili Zabala (Elkarrekin Podem).

L'empresa Vocento també va organitzar dos debats en els seus periòdics de tiratge regional al País Basc:
- En El Correo, el dia 9, entre candidats per Àlaba i Biscaia, van participar Josu Erkoreka (cap de llista per Biscaia del PNB), Mirin Larrion (cap de llista per Àlaba d'EH Bildu), Idoia Mendia (cap de llista per Biscaia del PSE-EE-PSOE), Antón Damborenea (cap de llista per Biscaia del PP), Lander Martínez (cap de llista per Biscaia d'Elkarrekin Podem) i Nicolás de Miguel (cap de llista per Àlaba de Ciutadans).
- En El Diario Vasco, el dia 21, entre candidats per Guipúscoa, van participar Joseba Egibar (cap de llista del PNB), Maddalen Iriarte (cap de llista d'EH Bildu), Susana Corcuera (cap de llista del PSE-EE-PSOE), Borja Sémper (cap de llista del PP) i Julen Bollain (número 2 d'Elkarrekin Podem) .

## Resultats

### Per territoris històrics
| Partit   | Àlaba  | Àlaba  | Àlaba  | Àlaba | Guipúscoa | Guipúscoa | Guipúscoa | Guipúscoa | Biscaia | Biscaia | Biscaia | Biscaia | País Basc | País Basc | País Basc | País Basc |
| Partit   | Vots   | %      | Escons | +/-   | Vots      | %         | Escons    | +/-       | Vots    | %       | Escons  | +/-     | Vots      | %         | Escons    | +/-       |
| EAJ-PNB  | 42.237 | 28,01% | 8      | 1     | 117.260   | 34,09%    | 9         | =         | 238.581 | 41,81%  | 11      | =       | 398.168   | 37,36%    | 28        | 1         |
| EH Bildu | 26.899 | 17,80% | 5      | 1     | 98.663    | 28,98%    | 8         | 1         | 99.610  | 17,46%  | 5       | 1       | 225.172   | 21,13%    | 18        | 3         |
| EP       | 24.339 | 16,11% | 4      | 4     | 48.800    | 14,19%    | 3         | 3         | 84.195  | 14,75%  | 4       | 4       | 157.334   | 14,76%    | 11        | 11        |
| PSE-EE   | 19.489 | 12,90% | 3      | 3     | 40.425    | 11,75%    | 3         | 2         | 66.506  | 11,65%  | 3       | 2       | 126.420   | 11,86%    | 9         | 7         |
| PP       | 27.877 | 18,45% | 5      | =     | 24.766    | 7,2%      | 2         | =         | 55.128  | 9,66%   | 2       | 1       | 107.771   | 10,11%    | 9         | 1         |
| En blanc | 1.074  | 0,7%   | N/A    | N/A   | 2.117     | 0,6%      | N/A       | N/A       | 3.742   | 0,6%    | N/A     | N/A     | 6.663     | 0,6%      | N/A       | N/A       |
| Nuls     | 1.115  | 0,7%   | N/A    | N/A   | 1.064     | 0,3%      | N/A       | N/A       | 2.506   | 0,4%    | N/A     | N/A     | 4.685     | 0,4%      | N/A       | N/A       |